# Guarenas
Guarenas är en stad i delstaten Miranda i norra Venezuela, belägen på 374 m ö.h. och knappt 20 km från Karibiska havet. Staden har cirka 200 000 invånare och är kommunsäte i Ambrosio Plaza. Staden har tack vare sitt läge endast 30 km öst om den snabbt växande huvudstaden Caracas expanderat snabbt under senare tid. Många bor i Guarenas och pendlar till sina arbeten i Caracas via den trefiliga motorväg som binder samman städerna, Autopista Gran Mariscal de Ayacucho.
Guarenas grundlades den 14 februari 1621 som en indianby med namnet Nuestra Señora de Copacabana los Guarenas. Staden blev så småningom ett viktigt område för odlingar innan den intensiva fasen av byggnation inleddes under den senare delen av 1900-talet.

## Klimat
|                                            | Jan  | Feb  | Mar | Apr  | Maj  | Jun  | Jul  | Aug  | Sep  | Okt  | Nov  | Dec  |
| ------------------------------------------ | ---- | ---- | --- | ---- | ---- | ---- | ---- | ---- | ---- | ---- | ---- | ---- |
| Normaldygnets maximitemperaturs medelvärde | 29   | 29   | 30  | 30   | 31   | 31   | 31   | 32   | 32   | 32   | 31   | 30   |
| Normaldygnets minimitemperaturs medelvärde | 22   | 22   | 22  | 24   | 24   | 24   | 24   | 24   | 25   | 25   | 24   | 23   |
|                                            |      |      |     |      |      |      |      |      |      |      |      |      |
| Nederbörd                                  | 11,7 | 16,2 | 6,2 | 24,2 | 32,0 | 27,0 | 45,3 | 51,7 | 45,8 | 43,5 | 48,3 | 27,7 |

| Diagram | temperaturer i °C • månadsnederbörd i mm • Källa: | temperaturer i °C • månadsnederbörd i mm • Källa: | temperaturer i °C • månadsnederbörd i mm • Källa: | temperaturer i °C • månadsnederbörd i mm • Källa: | temperaturer i °C • månadsnederbörd i mm • Källa: | temperaturer i °C • månadsnederbörd i mm • Källa: | temperaturer i °C • månadsnederbörd i mm • Källa: | temperaturer i °C • månadsnederbörd i mm • Källa: | temperaturer i °C • månadsnederbörd i mm • Källa: | temperaturer i °C • månadsnederbörd i mm • Källa: | temperaturer i °C • månadsnederbörd i mm • Källa: | temperaturer i °C • månadsnederbörd i mm • Källa: |
|         | 12 29 22                                          | 16 29 22                                          | 6 30 22                                           | 24 30 24                                          | 32 31 24                                          | 27 31 24                                          | 45 31 24                                          | 52 32 24                                          | 46 32 25                                          | 44 32 25                                          | 48 31 24                                          | 28 30 23                                          |